# جملة الصلة
جملة الصلة أو صلة الموصول هي جملة ثانوية غير قائمة بذاتها تستخدم في الكتابة والحديث. توجد في لغات أخرى غير العربية، فهي موجودة في اللغة الانكليزية باسم Relative clause. تتشابه وظيفة جمل الصلة في العديد من اللغات، في اللغة العربية تبين جملة الصلة الاسم الموصول الذي يسبقها (الذي، التي) وتعطي معلومات عنه، ويكون فيها ضمير يعود على الاسم الموصول.

## جملة الصلة فياللغة العربية
من الممكن أن تكون جملة صلة الموصول على شكل جملة فعلية، أو جملة اسمية، أو شبه جملة.

### الجملة الفعلية كجملة صلة
مثال:
ألقت الشرطة القبض على اللص الذي سرق النقود من الشركة.

### الجملة الاسمية كجملة صلة الموصول
مثال:
سيشترك في المسابقة الذين هم قادرون على الرسم.

### شبه الجملة كجملة صلة
مثال:
ان الذين يراجعون سينجون

### الأسماء الموصولة المستخدمة قبل جملة الصلة
تستخدم قبل جملة الصلة أسماء أو حروف موصولة تتغير بحسب الشيء أو الشخص الموصوف. إضافة للاسم الموصول ''من'' توجد الأسماء التالية التي تدل على الأشخاص:
للمفرد المذكر: الذي
للمفرد المؤنث: التي
للمثنى المذكر: اللّذان، اللّذَين
للمثنى المؤنث: اللّتان، اللّتَين
للجمع المذكر: الذين
للجمع المؤنث: اللاتي، اللائي
كما يوجد الحرف الموصول ''ما'' الذي يدل على الأشياء.

## جملة الصلة فياللغات الهندية الأوربية

### الإنكليزية
تسمى جمل الصلة في اللغة الانكليزية باسم Relative clauses وتقدم شرحاً لاسم يسبقها. مثال عن جملة الصلة في اللغة الإنكليزية:
I met a man who wasn't there
كلمة who هي ضمير الصلة ويعود على "الرجل" a man "
العبارة ''who wasn't there'' هي جملة الصلة، وتقدم وصفاً عن ''الرجل الذي قابلته'' بأنه ''لم يكن هناك''

### الألمانية
تسمى جملة الصلة في اللغة الألمانية Relativsatz وهي تشترك مع الجمل الجانبية Nebensatz بنفس الخصائص، في هذا النوع من الجمل يكون مكان الفاعل في آخر الجملة. مثال عن جملة الصلة في اللغة الألمانية:
Das Haus, in dem ich wohne, ist sehr alt
كلمة dem هي ضمير الصلة ويعود على "البيت" Das Haus "
العبارة ''who wasn't there'' هي الجملة الجانبية أو جملة الصلة، وتقدم شرحاً عن ''البيت'' بأنه ''الذي أعيش فيه''
المراجع
1. 1 2 3  أحمد بن الحسين بن الخبّاز. فايز زكي محمد (المحرر). توجيه اللمع. دار السلام.
2. ↑  "جملة الصلة(صلة الموصول)". مؤرشف من الأصل في 2021-01-03.
3. ↑  "مَبادِئُ نَحْوِيَّة "12": الأسْماءُ المَوْصولَةُ". مؤرشف من الأصل في 2020-11-01.
4. ↑  Rodney D. Huddleston, Geoffrey K. Pullum, A Student's Introduction to English Grammar, CUP 2005, p. 183ff.